# Patricia Rivera
Patricia Martínez Rivera (nascuda el 25 de juliol de 1956, Saltillo, Coahuila) coneguda artísticament com a Patricia Rivera és una actriu mexicana de cinema i televisió.
Va realitzar el seu debut cinematogràfic a la pel·lícula Passió Inconfessable filmada el 1974 i per la censura es va estrenar l'any 1978.

## Filmografia
- The Onyx of Wall Street (2018) Maria
- Las Dos Michoacanas (2011) Martha
- Marina del Otro Lado del Tiempo (2000)
- Mujer de la calle (1994) Chelo
- Hades (1993) com Adriana
- Johnny cien pesos (1993) com Gloria
- La lotería (1993) com Sara
- Rosa De Dos Aromas (1989) com Marlene
- Tres Mexicanos Ardientes (1986) com Rita
- Los malvivientes (1984) com Karla
- El embustero (1983) com Rosita
- Un hombre llamado el Diablo (1983) com Julia Rojas
- Presos sin culpa (1982)
- Los guaruras (1982) com Alicia
- El color de nuestra piel (1981) com Beatriz Torres
- La pachanga (1981) com Elodia
- Las siete cucas (1981) filla gran
- Las braceras (1981) com Marcela
- Perro Callejero 2 (1981) com La Negra
- La cosecha de mujeres (1981)
- El sátiro (1980)
- Como México no hay dos (1980)
- Búscando un campeón (1980)
- El jinete de la muerte (1980)
- Verano salvaje (1980) com Martha
- Las cabareteras (1980)
- Frontera brava (1980)
- Me olvidé de vivir (1980)
- Tres de presidio (1980)
- Virginidad perdida (1979)
- El cazador de tiburones (1979) com Juanita
- Discoteca fin de semana (1979) com Lucy
- Tres de presidio (1978) infermera
- El tren de la muerte (1978) com Estela
- El fascista, la beata y su hija desvirgada (1978) com Gloria
- Muerte a sangre fría (1978)
- El arracadas (1978) com Elena Carrillo
- Pasión inconfesable (1974) com Irene

## Televisió
- Con toda el alma (1995) com Sofía De Linares
- Papá soltero (1988)
- Pasión y poder (1988) com Patricia
- Muchacha de barrio (1979) com Elena.